# Elecciones legislativas de Túnez de 2019
Las elecciones legislativas de Túnez de 2019 fueron las segundas elecciones legislativas del país desde la Revolución de los Jazmines, que supuso la caída del gobierno autocrático del líder Zine El Abidine Ben Ali y el inicio de la Primavera Árabe. Además fueron la segunda elección legislativa desde la promulgación de la nueva Constitución Tunecina, redactada por la Asamblea Constituyente de Túnez de 2011.
El censo de votantes fue de 7.066.940.
Terminado el plazo de presentación de solicitudes el 30 de julio, la Instancia Superior Independiente de las Elecciones (ISIE) encargada de supervisar la consulta recibió 650 listas de partidos, otras 650 de independientes y 130 de coaliciones. Asimismo reveló que el número de participantes superó las 14.000 candidaturas.

## Sistema electoral
La Asamblea de Representantes del Pueblo está compuesta por 217 miembros elegidos directamente por sufragio universal por un período máximo de 5 años utilizando la representación proporcional.

## Resultados
| Partido                            | Partido                                 | Votos     | %     | Escaños | +/–         |
| ---------------------------------- | --------------------------------------- | --------- | ----- | ------- | ----------- |
|                                    | Ennahda                                 | 6484      | 19.63 | 52      | 17          |
|                                    | Qalb Tounes                             | 8746983   | 14.55 | 38      | Nuevo       |
|                                    | Partido Libre Destouriano               | 58        | 6.63  | 17      | 17          |
|                                    | Corriente Democrática                   | 6856      | 6.42  | 22      | 19          |
|                                    | Coalición Dignidad                      | 169,651   | 5.94  | 21      | Nuevo       |
|                                    | Movimiento Popular                      | 129,604   | 4.53  | 15      | 12          |
|                                    | Tahya Tounes                            | 11,582    | 4.08  | 14      | Nuevo       |
|                                    | Unión Republicana Popular               | 59,924    | 2.10  | 3       | 3           |
|                                    | Aïch Tounsi                             | 46,401    | 1.62  | 1       | Nuevo       |
|                                    | Alternativa Tunecina                    | 46,046    | 1.61  | 3       | Nuevo       |
|                                    | Afek Tounes                             |           |       | 2       | 6           |
|                                    | Nidaa Tounes                            | 43,213    | 1.51  | 3       | 83          |
|                                    | Machrouu Tounes                         | 40,869    | 1.43  | 4       | Nuevo       |
|                                    | Frente Popular                          | 32,365    | 1.13  | 1       | 14          |
|                                    | Unión Democrática y Social (PSD-PR-MDS) | 29,828    | 1.04  | 1       | Nuevo       |
|                                    | Errahma                                 | 27,944    | 0.98  | 4       | 4           |
|                                    | Corriente del Amor                      | 17,749    | 0.62  | 1       | 1           |
|                                    | Partido Socialista Destouriano          | 16,235    | 0.57  | 1       | Nuevo       |
|                                    | Partido de la Voz de los Granjeros      | 9,366     | 0.33  | 1       | Sin cambios |
|                                    | Liga Verde                              | 5,667     | 0.20  | 1       | 1           |
|                                    | Otros partidos y listas                 | 590,602   | 20.66 | 0       | 30          |
|                                    | Listas independientes                   | 82,384    | 2.86  | 12      | 12          |
| Votos nulos/en blanco              | Votos nulos/en blanco                   | 88,441    | –     | –       | –           |
| Total                              | Total                                   | 2,946,628 | 100.0 | 217     | –           |
| Votantes registrados/participación | Votantes registrados/participación      | 7,066,940 | 41.70 | –       | –           |
|                                    |                                         |           |       |         |             |